# برنارد مک‌نالی
برنارد مک‌نالی (انگلیسی: Bernard McNally؛ زادهٔ ۱۷ فوریهٔ ۱۹۶۳) بازیکن سابق و مربی فوتبال اهل ایرلند شمالی است.
از باشگاه‌هایی که در آن بازی کرده‌است می‌توان به باشگاه فوتبال شروزبری تاون و باشگاه فوتبال وست برومویچ آلبیون اشاره کرد.
وی همچنین در تیم ملی فوتبال ایرلند شمالی بازی کرده‌است.